# 5176 Yoichi
Yoichi (asteróide 5176) é um asteróide da cintura principal com um diâmetro de 16,56 quilómetros, a 1,8495567 UA. Possui uma excentricidade de 0,3112037 e um período orbital de 1 607,17 dias (4,4 anos).
Yoichi tem uma velocidade orbital média de 18,17625092 km/s e uma inclinação de 7,70789º.
Este asteróide foi descoberto em 4 de Janeiro de 1989 por Seiji Ueda, Hisroshi Kaneda.